# Montezuma (Minas Gerais)
Montezuma – miasto i gmina w Brazylii, w stanie Minas Gerais.